# Fritz Kristoffersen
Fritz Kristoffersen (8 novembre 1917 – 14 dicembre 2005) è stato un calciatore norvegese, di ruolo attaccante.

## Carriera

### Club
Kristoffersen giocò con la maglia dello Ørn.

### Nazionale
Conta una presenza per la Norvegia. Il 20 ottobre 1946, infatti, fu in campo nella sconfitta per 7-1 contro la Danimarca.